# سيرجينهو
سيرجيو كلاوديو دوس سانتوس (بالبرتغالية: Sérgio Cláudio dos Santos‏) المعروف ب«سيرجينهو» من مواليد 27 يونيو 1971 في ريو دي جانيرو، بدأ مسيرته الكروية مع نادي كروزيرو، ثم انتقل إلى نادي ساو باولو. وفي عام 1999 انتقل إلى نادي إيه سي ميلان، وقد ساعد الفريق على الفوز بدوري أبطال أوروبا في عام 2003، وقد لعب مع منتخب البرازيل لكرة القدم، ويلقب بالكونكورد وذلك لسرعته الخارقة.

## روابط خارجية
- سيرجينهو على موقع الاتحاد الدولي (مؤرشف)  (الإنجليزية)
- سيرجينهو على موقع الاتحاد الأوربي (الإنجليزية)
- سيرجينهو على موقع قاعدة بيانات كرة القدم.إي يو (الإنجليزية)
- سيرجينهو على موقع ناشيونال فوتبول تيمز (الإنجليزية)
- سيرجينهو على موقع Soccerway.com (الإنجليزية)
- سيرجينهو على موقع عالم كرة القدم.نت (الإنجليزية)
- سيرجينهو على موقع كووورة